# Монтебело сул Сангро
Монтебело сул Сангро (итал. Montebello sul Sangro) је насеље у Италији у округу Кјети, региону Абруцо.
Према процени из 2011. у насељу је живело 118 становника. Насеље се налази на надморској висини од 745 м.

## Становништво
| 1931. | 1936. | 1951. | 1961. | 1971. | 1981. | 1991. | 2001. | 2011. |
| ----- | ----- | ----- | ----- | ----- | ----- | ----- | ----- | ----- |
| 523   | 524   | 495   | 388   | 307   | 196   | 169   | 125   | 99    |